# Ельвіра Попеску
Ельвіра Попеску (у шлюбі — графиня де Фуа (comtesse de Foy) (рум. Elvira Popescu, фр. Elvire Popesco; 10 травня 1894, Бухарест, Румунське королівство — 11 грудня 1993, Париж, Франція) — румунська і французька акторка театру та кіно, театральна режисерка, очільниця театрів. Сценічна кар'єра Ельвіри Попеску тривала безперервно протягом 65 років.

## Життєпис
Навчалася акторській майстерності в Бухарестській консерваторії драматичного мистецтва (Conservatorul de Artă Dramatică) під керівництвом Константина Ноттара та Арістіци Романеску. У віці 16 років Попеску дебютувала на сцені Національного театру Бухареста. А в 1912 році вперше знялася в німому кіно в драмі «Незалежність Румунії» (Independenţa României), яка розповідає про румунську війну за незалежність у 1877—1878 роках.
Вже в 1919 році Попеску стала художньою керівницею театру «Teatrul Excelsior», а через два роки керувала ще й «Teatrul Mic» (Малий театр).
За наполяганням французького драматурга Луї Вернея в 1924 році Ельвіра Попеску переїхала до Парижу. Верней писав п'єси спеціально для неї, а Попеску зіграла головну роль в постановці «Моя кузина з Варшави». Крім того, вона грала в п'єсах «Товариш» (1933), «Ніна» (1949), «Пекельна машина» (1954), «Мамаша» (1957) — цю роль Попеску знову зіграла, коли їй було 84 роки.
У 1956—1965 роках Попеску очолювала Паризький театр (Théâtre de Paris), а в 1965—1978 театр Маріньї (Théâtre Marigny).
Попеску завоювала паризьку публіку своїм темпераментом, запалом, жвавістю і неповторним акцентом. За це отримала від вдячних глядачів прізвисько «Богоматір театру» (фр. «Notre-Dame du théâtre»). Завдяки драматичному таланту Попеску була прекрасною трагедійною акторкою.
Її кінокар'єра також була успішною. На рахунку акторки 35 робіт у кіно, в основному, з середини 1930-х до початку 1940-х років.

## Фільмографія
- 1912 — Незалежність Румунії — Таранца
- 1923 — Tigancusa de la iatac — Марія Тарашану
- 1930 — L’étrangère — Дора Кларксон
- 1931 — Моя кузина із Варшави/ Ma cousine de Varsovie — Соня Варіловна
- 1932 — Sa meilleure cliente — Ядвіна
- 1934 — Une femme chipée — Гелена Дарсон'є
- 1935 — Dora Nelson — Дора Нельсон та Сузанна Верді
- 1936 — L'amant de madame Vidal — Катерина Відал
- 1936 — Le roi — Тереза
- 1937 — La maison d'en face — мадам Анна
- 1937 — L'homme du jour — Мона Талія
- 1937 — L'habit vert — герцогиня Молевре
- 1937 — À Venise, une nuit — Надя Мортал
- 1937 — Le club des aristocrates — графиня Ірена Валдовська
- 1938 — Tricoche et Cacolet — Бернардина ван де Пуф
- 1938 — La présidente — Веротча
- 1938 — Mon curé chez les riches — Лізетта
- 1938 — Éducation de prince
- 1939 — Eusèbe député — Мариска
- 1939 — Derrière la façade / 32 Rue de Montmartre — мадам Рамю
- 1939 — Le veau gras — княгиня Доротея
- 1939 — Le bois sacré — Францина Маргарита
- 1940 — Paradis perdu — Соня Ворочин
- 1940 — Ils étaient neuf célibataires — графиня Стася Бачевська
- 1940 — L'héritier des Mondésir — Еріка Акселос
- 1941 — Parade en sept nuits — мадам Фанні
- 1941 — Le valet maître — Антонія
- 1941 — L’âge d'or — Вера Термуцкі
- 1942 — Mademoiselle Swing — Софья де Вінчі
- 1942 — Le voile bleu — Мона Лоренца
- 1942 — Frédérica — Фредеріка
- 1943 — Fou d'amour — Арабелла
- 1959 — Plein soleil — місіс Попова
- 1960 — Austerlitz — Летиція Бонапарт
- 1967—1972 — Au théâtre ce soir (телесеріал) — Соня / Розарія

## Особисте життя
У 1910 році Ельвіра Попеску одружилася з коміком Аурелем Атанасеску. Народила доньку Тетяну.
Незабаром вони розлучилися, і вона взяла шлюб з румунським міністром промисловості і торгівлі Іоном Манолеску-Струнга , який у 1950-і роки був заарештований комуністичною владою Румунії і помер у в'язниці.
Третім чоловіком Ельвіри Попеску став граф Максиміліан Себастьян де Фуа (Maximilien Sébastien de Foy) — молодший за неї на шість років, в 1967-му році помер.
З 1930 по 1985 рік Ельвіра Попеско жила у своїй резиденції у містечку Мезі-сюр-Сен у департаменті Івлін, де приймала численних гостей.
В 1980-і роки, попри літній вік, вона продовжувала бути господинею салону на авеню Фош у Парижі.
Померла Ельвіра Попеску у віці 99 років, похована на кладовищі Пер-Лашез.

## Нагороди
- У 1977 році удостоєна французької театральної премії Мольєра (фр. Nuit des Molières).
- У 1989 році президент Франсуа Міттеран нагородив Ельвіру Попеску орденом Почесного Легіону.